# Pablo Insua
Pablo Insua Blanco (* 9. September 1993 in A Coruña) ist ein spanischer Fußballspieler. Der Verteidiger steht bei FC Granada unter Vertrag und spielte neunmal für Nachwuchsnationalmannschaften seines Landes.

## Karriere
Insua begann seine Karriere bei Deportivo La Coruña. Später spielte er für zwei Jahre auf Leihbasis beim CD Leganés.
Im Sommer 2017 wechselte er zum FC Schalke 04 und erhielt einen Vertrag bis zum 30. Juni 2021. Kurz nach Saisonbeginn zog er sich Rippenfellentzündung zu, die sich zu einer Herzbeutelentzündung verschlimmerte. So kam er erst im März 2018 am 27. Spieltag zu seinem Bundesligadebüt für Schalke. Bis zum Saisonende folgte unter Domenico Tedesco kein weiterer Einsatz.
Zur Saison 2018/19 kehrte Insua nach Spanien zurück und schloss sich für ein Jahr auf Leihbasis der SD Huesca an. Im Februar 2019 zog er sich einen Kreuzbandriss zu. Insua kam auf 10 Erstligaeinsätze und stieg mit dem Verein in die Segunda División ab. Zur Sommervorbereitung 2019 kehrte er nicht zum FC Schalke 04 zurück, sondern setzte seine Reha in Spanien fort. Ende August wurde mit der SD Huesca ein neuer Leihvertrag für die Saison 2019/20 abgeschlossen. In dieser lief der Innenverteidiger neunmal, davon achtmal von Beginn an, in der Liga sowie im Pokal für den Verein auf und konnte mit ihm als Meister die Rückkehr in die Primera División feiern. Im Anschluss wurde Insua fest verpflichtet und erhielt einen Dreijahresvertrag. Mitte 2022 wechselte er zu Sporting Gijón.

## Erfolge
SD Huesca
- Meister der Segunda División und Aufstieg in die Primera División: 2020

Nationalmannschaft
- U19-Europameister: 2012